# 피터 디바이
피터 조지프 윌리엄 디바이(영어: Peter Joseph William Debye, 1884년 3월 24일 ~ 1966년 11월 2일)는 네덜란드 태생의 미국의 물리화학자였다. 1936년 노벨 화학상을 수상하였다.

## 생애
네덜란드 마스트리흐트에서 페트뤼스 요세퓌스 빌헬뮈스 더베이어(네덜란드어: Petrus Josephus Wilhelmus Debije)라는 이름으로 태어났다. 아헨 공과대학교에서 아르놀트 조머펠트 아래 수학과 물리학을 공부하였고, 1905년 전기공학 학위를 수여받았다. 1906년 조머펠트는 뮌헨 대학교로 갔고, 디바이를 조수로 데려갔다. 여기서 디바이는 1908년 박사 학위를 수여받았다.
1911년에는 취리히 대학교로, 1912년에는 위트레흐트 대학교로, 1913년에는 괴팅겐 대학교로 옮겼다. 이 해 마틸데 알베러(독일어: Mathilde Alberer)와 결혼하였다.
곧 1920년에는 취리히 연방 공과대학교로, 1927년에는 라이프치히 대학교로, 1934년에는 베를린 훔볼트 대학교로 옮겼다. 1935년 로런츠 메달을 수여받았고, 1936년 노벨 화학상을 수여받았다.
1937년부터 1939년 사이 독일 물리학회(Deutsche Physikalische Gesellschaft) 회장을 맡았다. 1938년 12월 9일 독일 물리학회장으로서 다음과 같은 메모를 적었다.
| “ | 현재 상황을 고려하여, 뉘른베르크법을 따라 유대인들은 더 이상 독일 물리학회의 회원으로 남을 수 없습니다. 이사회의 결정에 따라서, 유대인의 정의에 해당하는 모든 회원들은 학회로부터 사임해 주시기 바랍니다. 히틀러 만세! In light of the current situation, membership by German Jews as stipulated by the Nuremberg laws, of the Deutsche Physikalische Gesellschaft cannot be continued. According to the wishes of the board, I ask of all members to whom these definitions apply to report to me their resignation. Heil Hitler! | ” |

그러나 디바이는 곧 1940년 초 미국으로 이민하여, 코넬 대학교 화학과장이 되었고, 1946년 미국 시민권을 획득하였다. 디바이의 반유대주의 논란에 대하여, 네덜란드 전쟁·홀로코스트·집단 학살 연구소(네덜란드어: NIOD Instituut voor Oorlogs-, Holocaust- en Genocidestudies)의 2007년 공식 보고서는 다음과 같이 서술하였다.
| “ | 미국에 이민한 디바이는 분명 기회주의자였다. 디바이는 정권을 잡은 정치 체계가 나치 독일이든, 미국이든 상관없이 충성을 바쳤다. 다만, 디바이는 항상 탈출구를 마련해 두었다. 나치 독일에서는 네덜란드 국적을 유지하였고, 미국에서는 나치 독일 외교부와 비밀리에 접촉하였다. [I]t can be stated that Debye was rightly called an opportunist after his arrival in the United States. We have seen that he showed himself to be loyal to the dominant political system, first in the Third Reich and then in the United States, while at the same time keeping the back door open: in the Third Reich by retaining his Dutch nationality, in the United States by attempting to secretly maintain some contacts with Nazi Germany via the Foreign Office. | ” |

1952년 코넬 대학교에서 은퇴하였고, 1966년 사망하였다.